# تپه ده‌سواران ۱۹
تپه ده سواران ۱۹ مربوط به دوران پارینه‌سنگی جدید است و در شهرستان کرمانشاه، بخش مرکزی، دهستان دورود فرامان، ۳۰۰ متری شمال شرق روستای ده سواران واقع شده و این اثر در تاریخ ۲۶ اسفند ۱۳۸۷ با شمارهٔ ثبت ۲۵۷۳۱ به‌عنوان یکی از آثار ملی ایران به ثبت رسیده است.